# Cop d'estat a Suècia de 1809
El cop d'estat de 1809 a Suècia, també coneguda com la Revolució de 1809 va ser un cop d'estat que va tenir lloc el 13 de març de 1809 per un grup de nobles liderats per Georg Adlersparre, amb el suport de l'exèrcit occidental. El cop d'estat va provocar la deposició del rei Gustav IV Adolf i l'entrada d'un nou govern. El cop va ser provocat per la desastrosa guerra finlandesa. Els líders del cop d'estat són coneguts a la història col·lectivament com 1809 års män ('Homes del 1809').
Els colpistes van convocar un nou parlament (Riksdag), que es va reunir l'1 de maig, i li van lliurar el poder. El Riksdag va confirmar la deposició del rei i va escollir el seu oncle Carles XIII com a successor. En negociar la nova constitució, Carles XIII i els posteriors monarques van poder conservar una mica de poder absolut amb el Dret Reial de Disposició .